# ناريك (أرارات)
مدينة ناريك (بالأرمينية:Նարեկ) (بالإنجليزية: Narek)‏ هي إحدى المدن التابعة لمقاطعة أرارات في أرمينيا. يقدر عدد سكانها بـ 1290 نسمة حسب الإحصاء الذي جرى عام 2011.